# Willy Longueville
Willy Longueville, né en 1910 à Charleroi, est un pilote automobile belge sur circuits et de courses de côte.

## Biographie
Fils d'un tailleur pour homme de luxe de la ville, il dispute des compétitions entre 1928 (alors sur une voiture de tourisme Bugatti) et 1935 (toujours avec cette même marque).
Il remporte le Grand Prix des Frontières à Chimay en 1933 (avec une Bugatti T37A, en réalisant le meilleur temps au tour), et 1934 (épreuve réservée cette année-là aux voiturettes, sur une Bugatti T35B). Il dispute cette épreuve à cinq reprises consécutives entre 1930 et 1934, ainsi que le Grand Prix de Picardie trois fois entre 1933 et 1935. Il finit également deuxième de l'épreuve des Frontières en 1929 sur sa T37A, derrière Goffredo Zehender avec une Alfa Romeo 6C.
Pilote privé, il cesse son activité au milieu des années 1930, du fait de l'augmentation des frais généraux lors de cette période en course.

## Victoires en courses de côte
- Spa-Malchamps (1930, sur Bugatti)[2];
- Wavre (1931, 1932 et 1933, sur Bugatti T35B);
- Mont-Theux (1931, sur le trajet de Liège à Spa avec la T35B);
- Echternach (1933, sur la T35B);
- Opbrakel (1934, près de Renaix -Ronse- sur la T35B).